# Кикоть, Ярослав Григорьевич
Ярослав Григорьевич Кикоть (род. 8 июня 1949, Старый Самбор, Дрогобычская область) — советский футболист, защитник, полузащитник, тренер. Мастер спорта СССР.

## Биография
В школе помимо футбола занимался волейболом, баскетболом, гандболом. С 10 класса играл в местном «Днестре» в чемпионате области. В 1967 году по совету арбитра Леонида Колено попал в львовские «Карпаты», где играл за дубль. В конце года по приглашению бывшего игрока «Карпат» Геннадия Снегирёва перешёл в возглавляемый им «Авангард» Макеевка из класса «Б». Кикоть, не знавший русского языка, оказался в русскоязычной Донецкой области. В июле 1968 перешёл в команду второй группы класса «А» «Азовец» Жданов. 1970—1971 годы провёл в команде высшей лиги «Шахтёр» Донецк. В составе молодёжной сборной в 1971 году играл в отборочных матчах чемпионата Европы, но в финальную часть не попал из-за травмы боковых связок колена. В 1972—1977 выступал за «Карпаты» в чемпионате СССР, в 142 матчах забил 9 голов. Завершил карьеру в 1978 году в команде первой лиги «Спартак» Ивано-Франковск.
Тренировал львовские «Автомобилист», СДЮШОР «Юность», работает в СДЮШОР «Карпаты».
Сын Сергей (род. 1976) живёт в Санкт-Петербурге. Сын Андрей (род. 1984) — футболист и тренер.